# Traité de Salvaterra de Magos
Le traité de Salvaterra de Magos est un accord signé le 2 avril 1383   entre les couronnes du Portugal et de Castille afin de consolider la paix entre les deux royaumes après les trois guerres entreprises par Fernand Ier. Celui-ci y autorise le mariage de sa fille, l'infante Béatrice avec Jean Ier de Castille. Pour éviter une union des deux royaumes, l'accord prévoit aussi les règles de succession au trône.
Les principales clauses du traité stipulent que : 
- Les royaumes de Portugal et d'Algarve restent des états à part entière, ne pouvant pas être joints au royaume de Castille (Fernão Lopes, Chronique de D. Fernando, chapitre CLVIII) [2].
- Le royaume portugais est librement laissé à l'Infante Béatrice et ses habitants lui doivent tous hommage en tant que reine. Le roi Jean Ier de Castille peut se faire appeler roi de Portugal, si Ferdinand Ier vient à mourir sans héritier mâle [3].
- La succession de la Couronne portugaise va aux enfants de Béatrice et Jean Ier [3].
- Si Béatrice vient à mourir, sans descendance, avant son mari et qu'il n'y a pas d'autres héritiers légitimes issus de Ferdinand Ier de Portugal, la succession de la Couronne portugaise passe au roi de Castille et à ses descendants [3].
- La régence du royaume revient à Éléonore Teles de Menezes, si Ferdinand Ier meurt sans autres héritiers et tant que Béatrice n'a pas d'enfant mâle de quatorze ans [3].
- Il y a aussi des clauses concernant la frappe de pièce de monnaie, la convocation des Cortes, la guerre, et autres.

En termes historiographiques, la Chronique de Ferdinand Ier(chap. CLVII et suivants) est la meilleure source disponible pour cette convention. Pero López de Ayala y fait également référence en donnant des détails supplémentaires dans sa Chronique du roi Jean Ier de Castille et León, chapitre V.
Lors des Cortes de Coimbra de 1385, le juriste João das Regras, qui soutient Jean d'Aviz comme candidat à la Couronne du Portugal, argue que le non-respect des clauses du traité de Salvaterra de Magos exclue le couple de Béatrice et Jean Ier de Castille du trône portugais .